# ニコラ・ジョルジェフ
ニコラ・ジョルジェフ（マケドニア語: Никола Ѓоргиев、ラテン翻記: Nikola Gjorgiev、1988年7月23日 - ）は北マケドニアのバレーボール選手。北マケドニア代表。

## 来歴
2015年、マケドニア代表（現・北マケドニア）として欧州リーグに出場し、チームは準優勝。自身もベストアウトサイドスパイカーを受賞した。
同年、Vプレミアリーグ（現・V.LEAGUE Division1に相当）の東レアローズに入団。2シーズンプレーし、低迷しているチームの上位進出に貢献した。
2016年も代表の欧州リーグ準優勝に貢献し、自身もベストオポジットに輝いた。
2018年、V.LEAGUE Division1の堺ブレイザーズに入団。2019年、堺を退団し、ドイツ・ブンデスリーガのVfBフリードリヒスハーフェンに移籍した。

## 所属クラブ
- OKラドニチュキ・クラグイェヴァツ（2007-2009年）
- Volley Forlì（2009-2010年）
- Maliye Milli Piyango Ankara（2010-2014年）
- パリ・バレー（2014-2015年）
- 東レアローズ（2015-2017年）
- ONICOワルシャワ（2017-2018年）
- 堺ブレイザーズ（2018-2019年）
- VfBフリードリヒスハーフェン（2019-2020年）
- İnegöl Belediyesi（2020-2021年）
- ACH Volley（2021-2024年）
- TÜRŞAD（2024年-）

## 受賞歴
- 2015年 - バレーボール欧州リーグ ベストアウトサイドスパイカー[10]
- 2016年 - バレーボール欧州リーグ ベストオポジット